# Monastero di Mar Elian
Il monastero di Mar Elian, anche monastero di San Giuliano d'Emesa, era un monastero cattolico risalente al V secolo, sito nei pressi della città di Al-Qaryatayn nel Governatorato di Homs in Siria.  È stato rifondato dal monastero di Mar Musa.  È stato distrutto il 21 agosto 2015 dallo Stato Islamico nel corso della guerra civile siriana.

## Storia
Il monastero di San Giuliano d'Emesa fu eretto nel V° secolo nell'oasi di Al-Qaryatayn, in Siria.
Nel 2000, il monastero fu affidato alla comunità di Deir Mar Moussa al-Habachi e rifondato dal gesuita italiano Paolo Dall'Oglio, rapito dallo Stato islamico il 29 luglio 2013.
Nel maggio 2015, il priore Jacques Murad, supérieur de Mar Elian e un diacono di nome Boutros Hanna furono anch'essi presi in ostaggio. Il priore riuscì a fuggire il 10 ottobre 2015.

### La distruzione del monastero
L'ISIS ha diffuso delle immagini che mostrano le fasi della distruzione del monastero. Il monastero di san Elian ospitava la tomba del V secolo di san Elian (Giuliano d'Emesa) ed era luogo di pellegrinaggio. Parte del monastero, comprese le fondamenta, risalivano al V secolo e la tomba fu profanata.
Lo Stato Islamico aveva occupato l'area il 5 agosto 2015 facendo prigionieri diversi civili cristiani.
La città di Al-Qaryatayn fu riconquistata dall'Esercito arabo siriano il 4 aprile 2016. Le reliquie di san Elian secondo la testimonianza del Priore della comunità monastica, padre Jacques Murad, furono sparse nei dintorni del sepolcro e pertanto potranno essere ricomposte